# Fiat 6 HP
O Fiat 6 HP é um carro produzido pela italiana FIAT, sendo fabricado de 1900 a 1901. A Fiat também produziu um modelo especial de corrida, a 6 HP Corsa. O Corsa foi conduzido em competição por motoristas notáveis, incluindo Vincenzo Lancia e Felice Nazzaro.